# Talaromyces duclauxii
Talarómyces ducláuxii  (лат.) — вид несовершенных грибов (телеоморфная стадия неизвестна), относящийся к роду Таларомицес (Talaromyces). Ранее включался в состав рода Пеницилл (Penicillium) как Penicillium duclauxii — пеници́лл Дюкло́.

## Описание
Колонии на CYA на 7-е сутки 2,5—3 см в диаметре, несколько радиально-бороздчатые, с белым и жёлтым мицелием, пушистые, с синнемами, не спороносящие или слабо спороносящие. Экссудат отсутствует. Реверс колоний в центре оливково-коричневый, по краю до кукурузно-жёлтого. В среду выделяется жёлтый растворимый пигмент.
На агаре с солодовым экстрактом (MEA) колонии с белым мицелием, бархатистые, по краям с синнемами, с необильным спороношением в серо-зелёных тонах. Экссудат и растворимый пигмент не выделяются. Реверс коричневый, ближе в краю коричнево-жёлтый.
На агаре с дрожжевым экстрактом и сахарозой (YES) колонии с белым мицелием, концентрически-бороздчатые, не спороносящие. Растворимый пигмент не выделяется, реверс колоний оливково-коричневый, по краям до серо-жёлтого.
Конидиеносцы — двухъярусные кисточки с гладкостенной ножкой 15—50 мкм длиной и 3—4 мкм толщиной. Метулы в конечной мутовке по 2—6, расходящиеся, 8,5—15 мкм длиной. Фиалиды игловидные, по 3—8 в пучке, 9—15 × 2—3,5 мкм. Конидии эллипсоидальные, гладкие до едва шероховатых, 3—4 × 1,5—3,5 мкм.

### Отличия от близких видов
Образует пушистые колонии на MEA с синнемами до 5000 мкм длиной. Talaromyces palmae отличается более медленным ростом при 30 °C.

## Экология и значение
Преимущественно почвенный гриб, изредка встречающийся в качестве загрязнителя на разных органических субстратах.

## Таксономия
Talaromyces duclauxii (Delacr.) Samson, Yilmaz, Frisvad & Seifert, Stud. Mycol. 70: 175 (2011). — Penicillium duclauxii Delacr., Bull. Soc. Mycol. France 7: 107 (1891).